# Micrographia
Pour les articles homonymes, voir Micrographie.
La Micrographia (Micrographie) en anglais est un traité scientifique de Robert Hooke décrivant les observations réalisées par le jeune auteur de vingt-huit ans au moyen de lentilles optiques et de télescopes. Publié en septembre 1665, l'ouvrage fut immédiatement un succès de librairie.
Bien connu pour ses gravures sur cuivre du monde microscopique, il s'organise en 60 comptes-rendus d'observations et 38 planches d'illustrations allant de son microscope à la surface de la Lune en passant par la surface d'étoffes, le détail de l'appareil urticant de l'ortie ou diverses espèces d'insectes. Parmi les descriptions les plus célèbres, figurent celles d'une puce ou de cellules végétales. Le texte sert d'appui à l'immense puissance de ce nouvel instrument qu'était le microscope. Il inventa à cette occasion dans l'observation XVIII concernant le liège, le terme « cellule », dont la structure lui rappelait une cellule de moine.
La Micrographia s'attache aussi à décrire des corps planétaires distants, la théorie de la dualité onde-particule ainsi que d'autres sujets scientifiques ou philosophiques auxquels l'auteur s'est intéressé.

## Réception
Publié sous l'égide de la Royal Society, la popularité du livre contribua à forger l'identité de cette institution, vue de plus en plus comme "le" centre du progressisme scientifique à Londres. L'ouvrage attira par ailleurs l'attention sur le monde miniature, et influa sur l'imagination du public d'une manière radicalement neuve. Cet impact sur les esprits est illustré par la réaction de Samuel Pepys à la fin de la lecture du livre : « le livre le plus ingénieux que j'ai jamais lu en ma vie ».

## Galerie

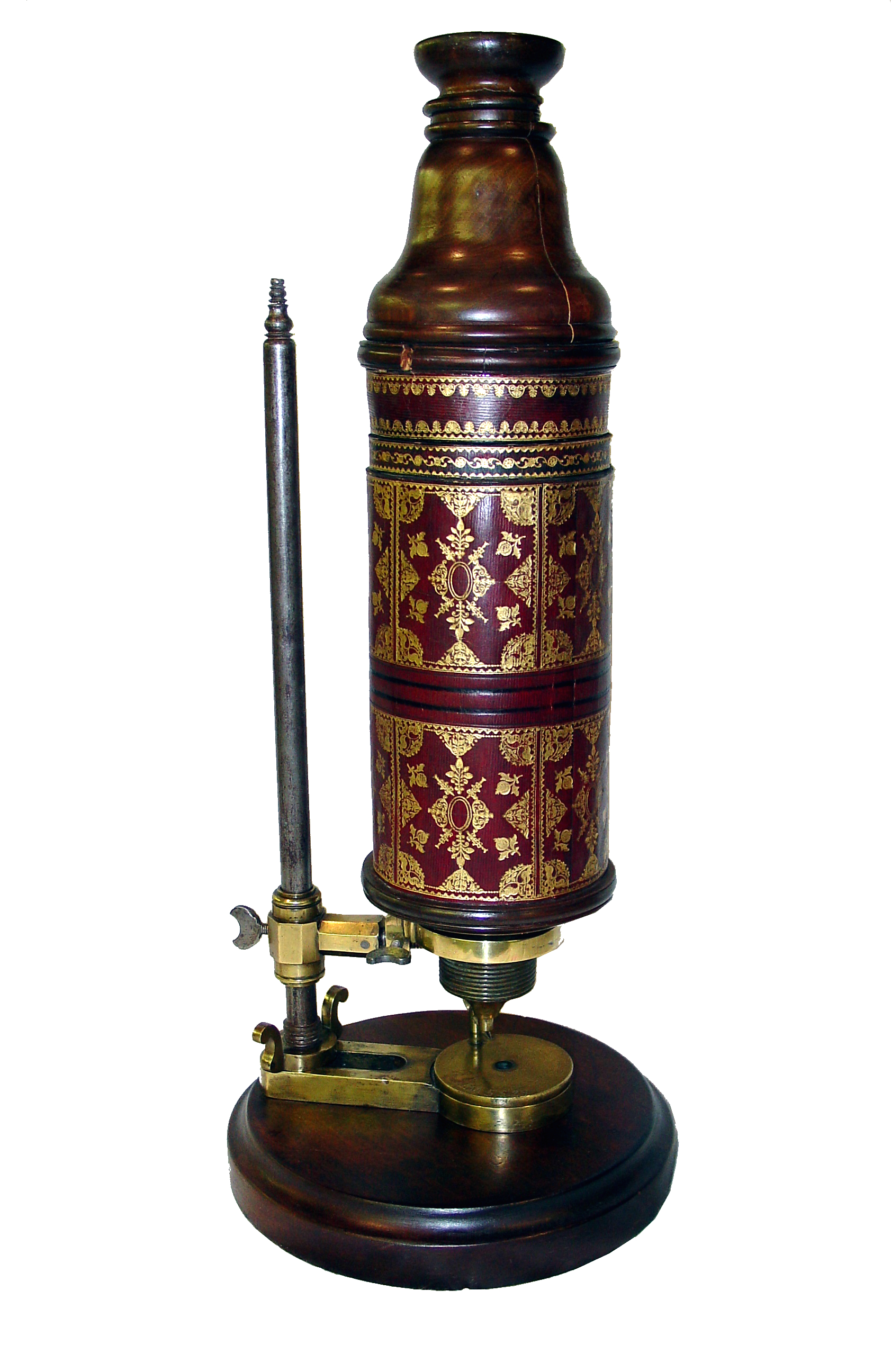
Microscope fabriqué par Christopher White de Londres pour Robert Hooke. On pense que Hooke a utilisé ce microscope pour les observations qui ont servi de base à Micrographia. (M-030 00276) Courtesy - Billings Microscope Collection, National Museum of Health and Medicine, Maryland.
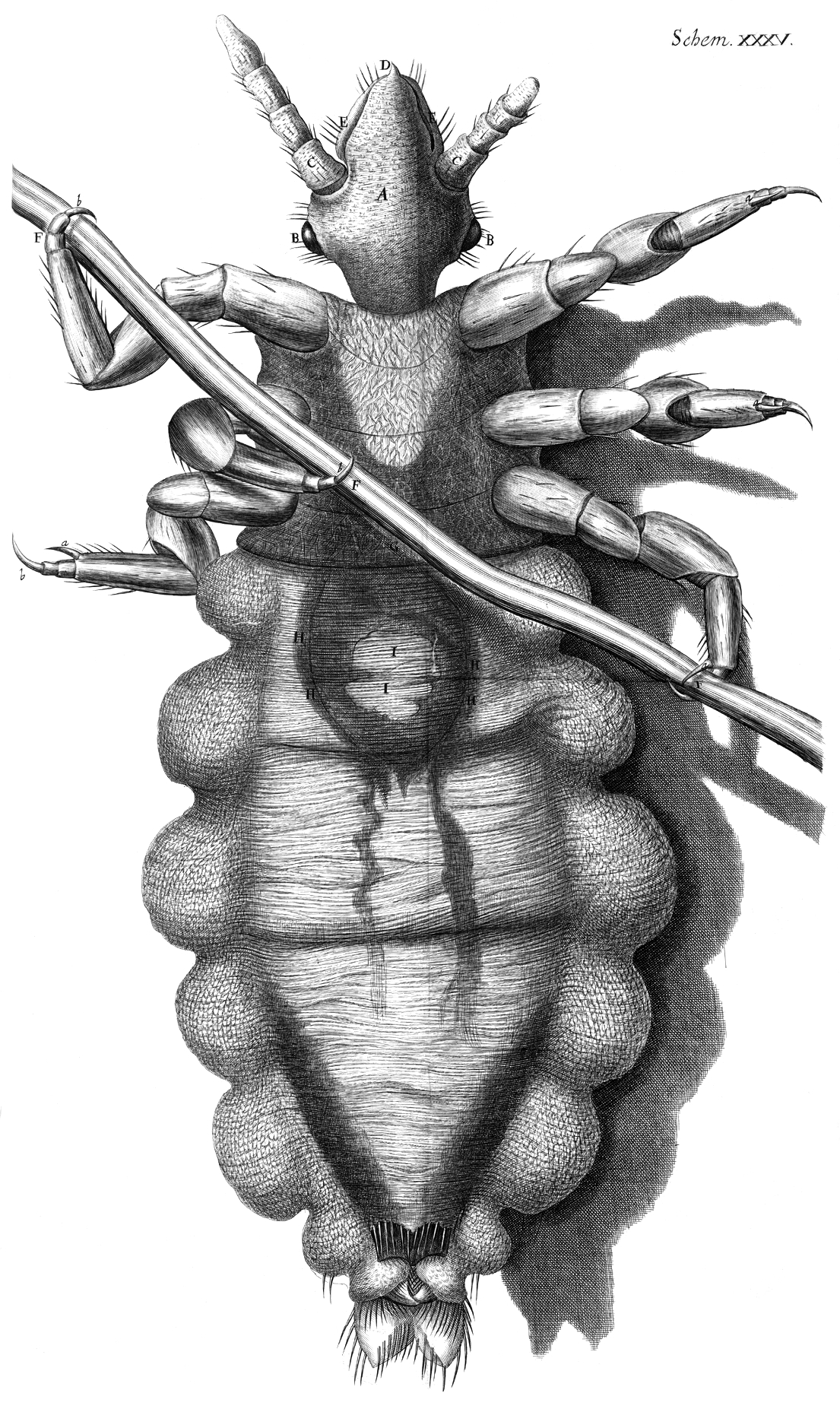
Le dessin d'un pou par Hooke.
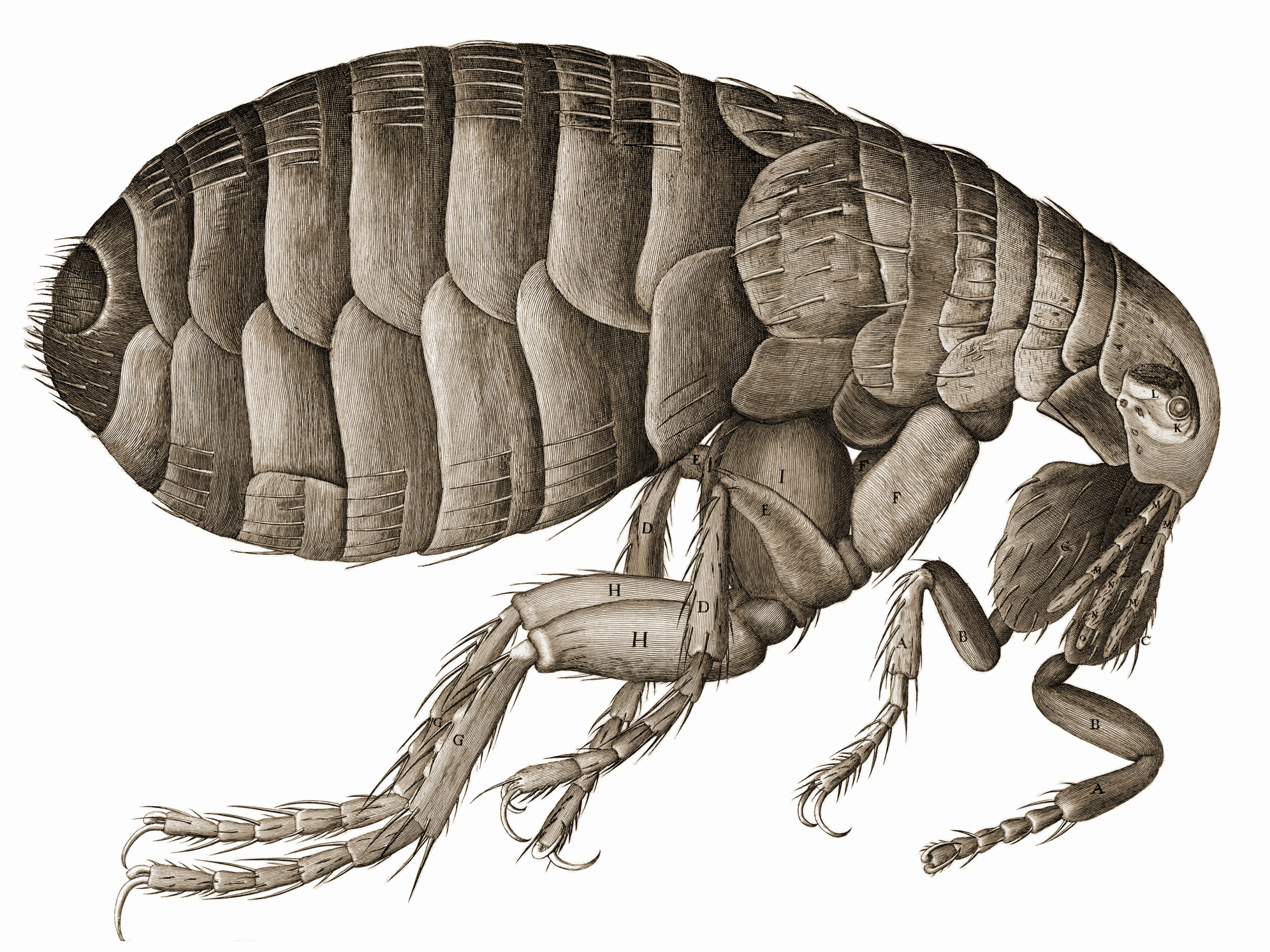
Gravure d'une puce dans la Micrographia.
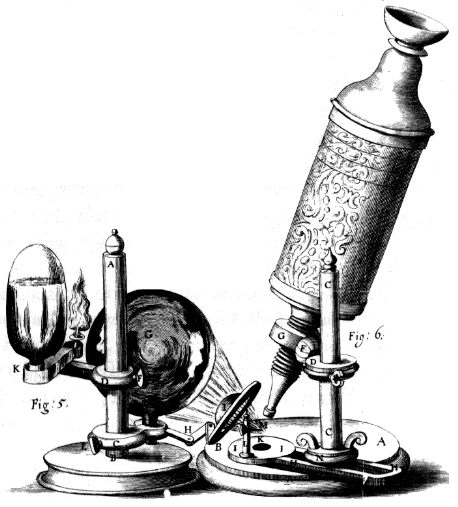
Le microscope de Robert Hooke, d'après une gravure dans la Micrographia.
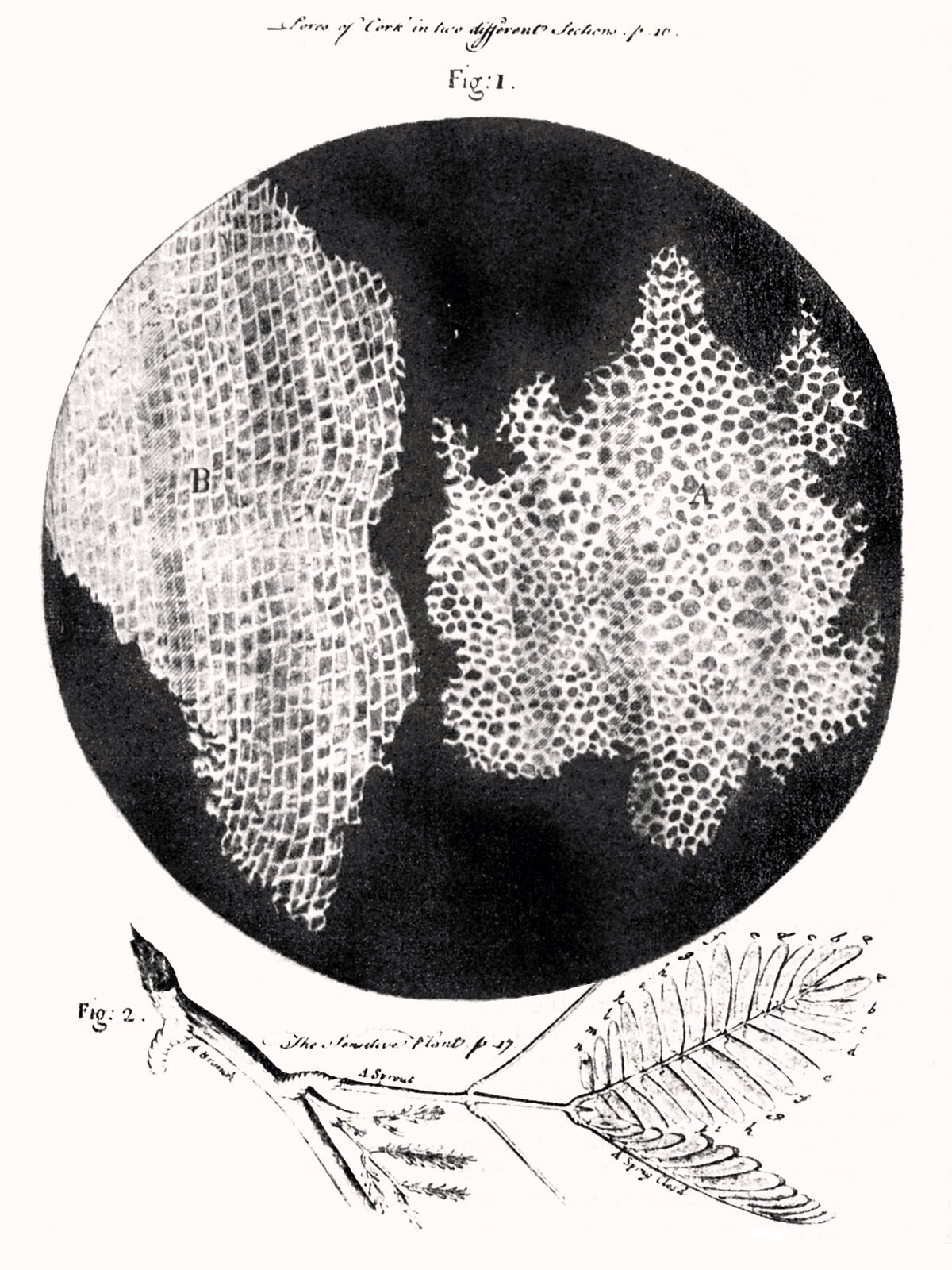
Hooke a été le premier à appliquer le mot "cellule" aux objets biologiques : liège.
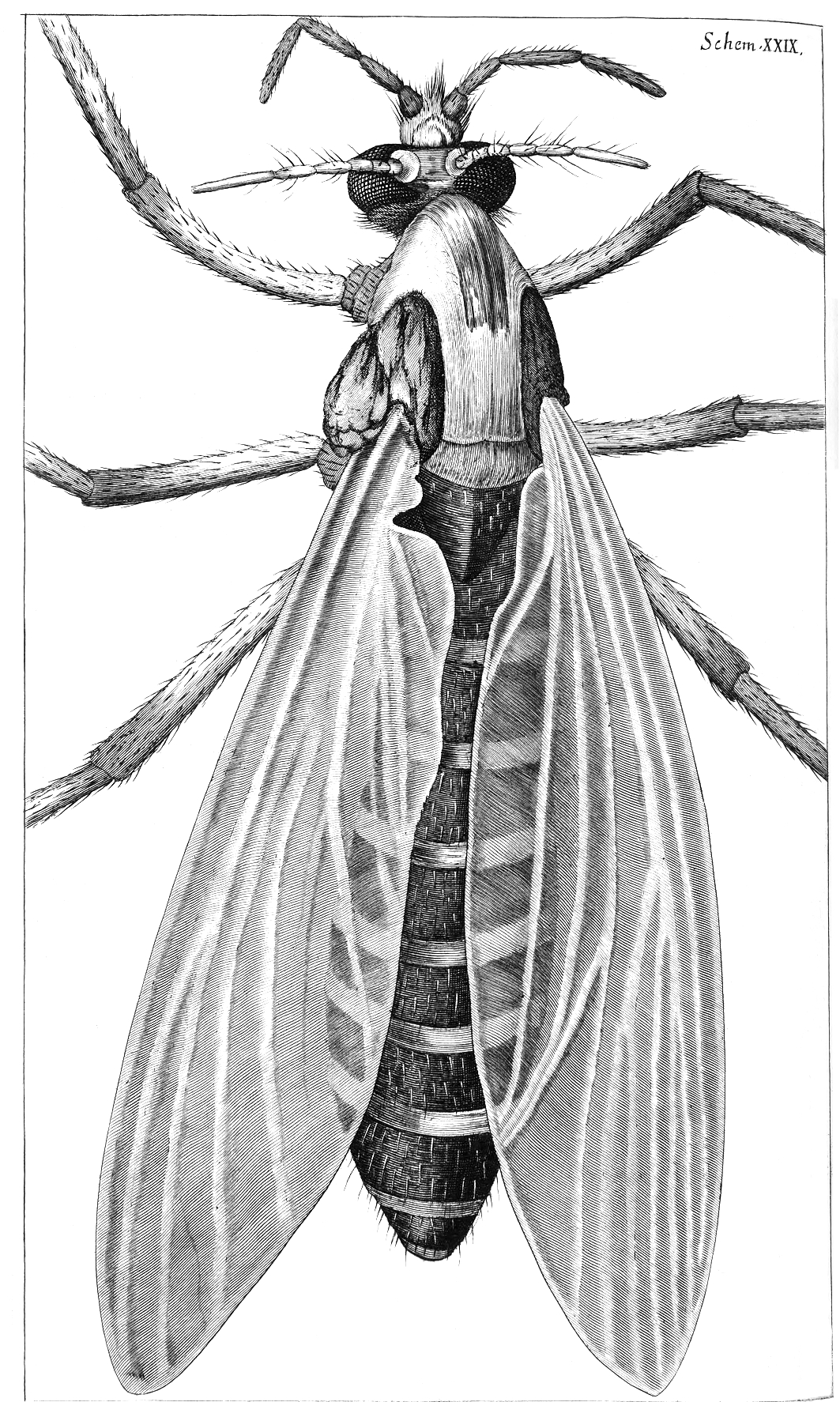
Le dessin d'un moucheron par Hooke.
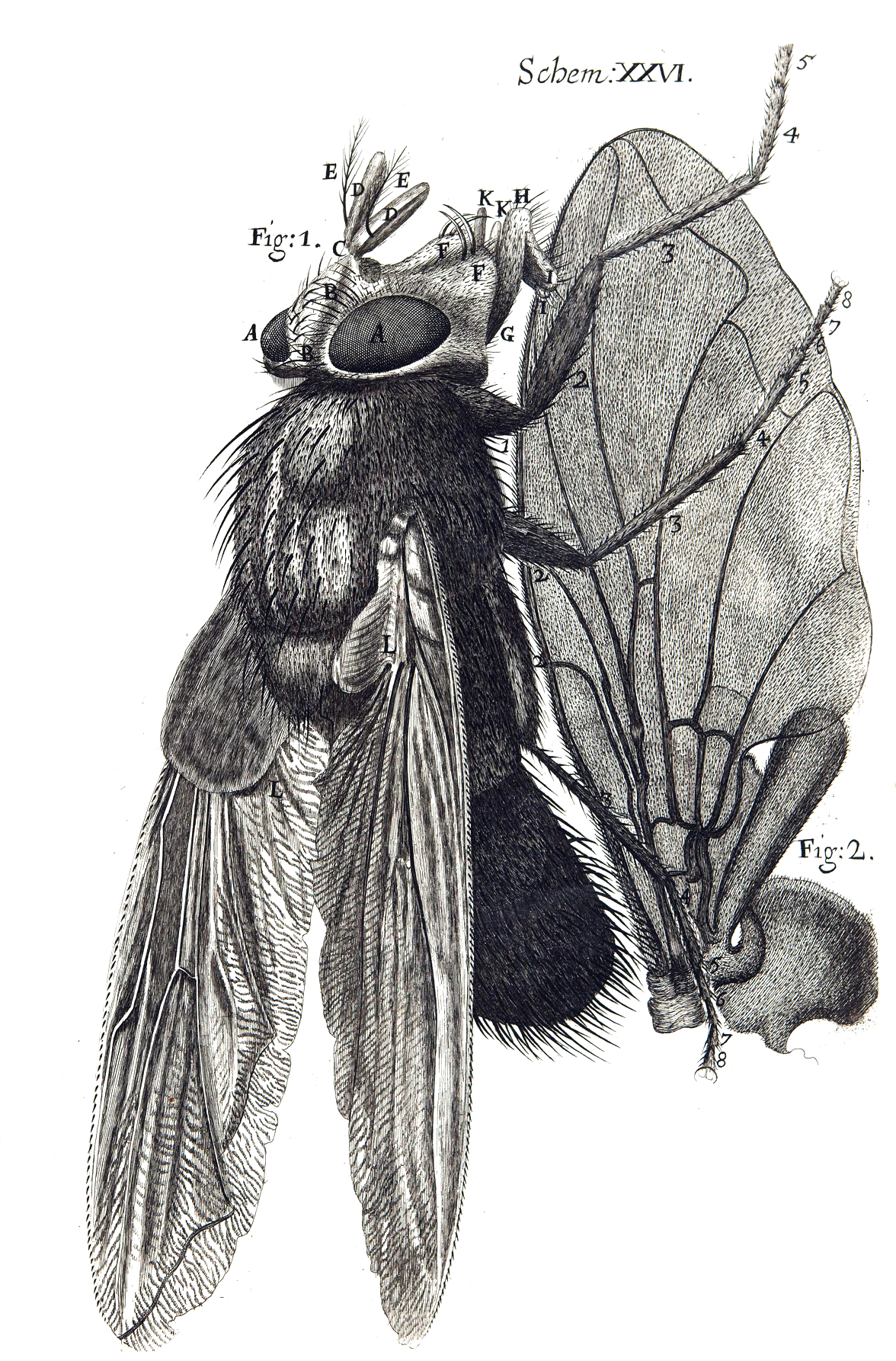
Le dessin d'une mouche bleue par Hooke.

## Éditions modernes
- Robert Hooke, Xavier Carteret (traducteur) et Lucien d'Azay, Micrographie, Klincksieck, 2024, 488 p. (ISBN 978-2-252-047774)

### Bases de données et dictionnaires
- Notice dans un dictionnaire ou une encyclopédie généraliste :   - Britannica
- Notices d'autorité :   - WorldCat